# العلاقات المغربية البوليفية
العلاقات المغربية البوليفية هي العلاقات الثنائية التي تجمع بين المغرب وبوليفيا.

## مقارنة بين البلدين
هذه مقارنة عامة ومرجعية للدولتين:
| وجه المقارنة                                              | المغرب                                 | بوليفيا                                          |
| --------------------------------------------------------- | -------------------------------------- | ------------------------------------------------ |
| المساحة (كم2)                                             | 710.85 ألف                             | 1.10 مليون                                       |
| عدد السكان (نسمة)                                         | 36.07 مليون                            | 11.05 مليون                                      |
| الكثافة السكانية (ن./كم²)                                 | 50.74                                  | 10.05                                            |
| العاصمة                                                   | الرباط                                 | سوكري، لاباز                                     |
| اللغة الرسمية                                             | اللغة العربية، أمازيغية معيارية مغربية | اللغة الإسبانية، اللغة الأيمرية، كتشوا، غوارانية |
| العملة                                                    | درهم مغربي                             | بوليفاريو بوليفي                                 |
| الناتج المحلي الإجمالي (بليون دولار)                      | 109.14 مليار                           | 37.51 مليار                                      |
| الناتج المحلي الإجمالي (تعادل القوة الشرائية) بليون دولار | 274.06 مليار                           | 74.58 مليار                                      |
| الناتج المحلي الإجمالي الاسمي للفرد دولار أمريكي          | 2.88 ألف                               | 3.08 ألف                                         |
| الناتج المحلي الإجمالي للفرد دولار أمريكي                 | 7.49 ألف                               | 6.63 ألف                                         |
| مؤشر التنمية البشرية                                      | 0.628                                  | 0.662                                            |
| رمز المكالمات الدولي                                      | +212                                   | +591                                             |
| رمز الإنترنت                                              | .ma                                    | .bo                                              |
| المنطقة الزمنية                                           | ت ع م+01:00                            | 00                                               |

## منظمات دولية مشتركة
يشترك البلدان في عضوية مجموعة من المنظمات الدولية، منها:
| علم المنظمة | اسم المنظمة                        | تاريخ انضمام المغرب | تاريخ انضمام بوليفيا |
| ----------- | ---------------------------------- | ------------------- | -------------------- |
|             | الاتحاد البريدي العالمي            | ?                   | ?                    |
|             | مؤسسة التنمية الدولية              | 29 ديسمبر 1960      | 21 يونيو 1961        |
|             | منظمة حظر الأسلحة الكيميائية       | ?                   | ?                    |
|             | منظمة التجارة العالمية             | 1995                | 12 سبتمبر 1995       |
|             | الأمم المتحدة                      | 12 نوفمبر 1956      | 14 نوفمبر 1945       |
|             | وكالة ضمان الاستثمار متعدد الأطراف | 17 سبتمبر 1992      | 3 أكتوبر 1991        |
|             | منظمة الشرطة الجنائية الدولية      | ?                   | ?                    |
|             | مؤسسة التمويل الدولية              | 30 أغسطس 1962       | 20 يوليو 1956        |
|             | الاتحاد الدولي للاتصالات           | 1 نوفمبر 1956       | 1 يونيو 1907         |
|             | البنك الدولي للإنشاء والتعمير      | 25 أبريل 1958       | 27 ديسمبر 1945       |
|             | يونسكو                             | 7 نوفمبر 1956       | 13 نوفمبر 1946       |

## وصلات خارجية
- موقع وزارة الخارجية المغربية
- موقع وزارة الخارجية البوليفية